# كولين ديوهورست
كولين ديوهورست (بالإنجليزية: Colleen Dewhurst)‏ (و. 1924 – 1991 م) هي ممثلة مسرحية، وممثلة أفلام، وممثلة تلفزيونية، وممثلة صوت من كندا، والولايات المتحدة، ولدت في مونتريال، وكانت عضوةً في الأكاديمية الأمريكية للفنون والعلوم، توفيت في نيويورك، عن عمر يناهز 67 عاماً، بسبب سرطان عنق الرحم.
.

## التعليم
تعلمت في الأكاديمية الأميركية للفنون المسرحية (حتى 1947).

## جوائز وترشيحات
حصلت على جوائز منها:
- جائزة إيرل غراي  [لغات أخرى]‏ (1992)
- جائزة توني لأفضل ممثلة مسرحية  [لغات أخرى]‏ (1974)
- جائزة توني لأفضل ممثلة بارزة في مسرحية [الإنجليزية]‏ (1961)
- جائزة المسرح العالمي (1958).[8]

ترشحت لـ:
- جائزة توني لأفضل ممثلة مسرحية  [لغات أخرى]‏ (1977)
- جائزة توني لأفضل ممثلة مسرحية  [لغات أخرى]‏ (1973)
- جائزة توني لأفضل ممثلة مسرحية  [لغات أخرى]‏ (1972)
- جائزة توني لأفضل ممثلة مسرحية  [لغات أخرى]‏ (1968)
- جائزة توني لأفضل ممثلة مسرحية  [لغات أخرى]‏ (1964)
- جائزة توني لأفضل ممثلة مسرحية  [لغات أخرى]‏ (1962).

## وصلات خارجية
- كولين ديوهورست على موقع IMDb (الإنجليزية)
- كولين ديوهورست على موقع الموسوعة البريطانية (الإنجليزية)
- كولين ديوهورست على موقع ألو سيني (الفرنسية)
- كولين ديوهورست على موقع أول موفي (الإنجليزية)
- كولين ديوهورست على موقع قاعدة بيانات برودواي على الإنترنت (الإنجليزية)
- كولين ديوهورست على موقع قاعدة بيانات الأفلام السويدية (السويدية)
- كولين ديوهورست على موقع إن إن دي بي (الإنجليزية)
- كولين ديوهورست على موقع ديسكوغز (الإنجليزية)
- كولين ديوهورست على موقع قاعدة بيانات الفيلم (الإنجليزية)
- كولين ديوهورست على موقع كينوبويسك (الروسية)